# Calan
Calan är en kommun i departementet Morbihan i regionen Bretagne i nordvästra Frankrike. Kommunen ligger i kantonen Plouay som tillhör arrondissementet Lorient. År 2022 hade Calan 1 267 invånare.

## Befolkningsutveckling
Antalet invånare i kommunen Calan
| Referens: INSEE |